# Auglish
Aughlish (detto anche Auglish) è un sito, avente almeno due file e sei circoli di pietre, posto nella County Londonderry, Ulster.. Aubrey Burl  lo considera un tipico esempio dei siti rituali dell'età del bronzo attorno a Sperrins, un locale gruppo collinare. Egli considera che la sistemazione dei circoli e delle file di pietre indicano delle connessioni con i costruttori di circoli in Inghilterra, Scozia e altrove nell'Irlanda del Nord.
La fila di pietre fotografata fronteggia il più meridionale punto del tramonto della Luna.